# Luapula (Fluss)
Der Luapula ist der etwa 740 km lange Quellfluss des Luvua, der wiederum ein rechter Nebenfluss des Lualaba (Oberlauf des Kongo) in Afrika ist.

## Verlauf
Er entsteht im Norden Sambias aus dem Bangweulusee und aus den an diesen angrenzenden Bangweulusümpfen, die von zahlreichen kleinen Flüssen aus den umliegenden Bergen gespeist werden, vor allem vom Chambeshi, der unweit der Grenze zu Tansania zwischen dem Tanganjikasee und dem Malawisee entspringt und diese Sümpfe durchfließt. Danach ist der Luapula zunächst ein viele Hundert Meter breiter Sumpf, dessen Wasser sich südwärts bewegt. Sobald der Fluss das westliche Plateau erreicht, wendet er sich nach Westen und bildet die Grenze Sambias zur DR Kongo. Dort folgen die tiefen Mambatutafälle, hinter denen der Fluss schmal wird, nach Norden mäandert und dort über fünf Kilometer hinweg über rasante Weißwasserschnellen stürzt, den Mambilimafällen. Hinter diesen öffnet sich das Tal in eine von Mangobäumen und Kassavafeldern geprägte Auenlandschaft. Nach den Fällen ist der Fluss bis zum See schiffbar. 150 km bevor der Fluss in den Mwerusee mündet, verbreitert er sich in ein weites System von Marschen, Sümpfen, Lagunen und Auen. Durch die Mündung in den Mwerusee ändert der Fluss seinen Namen. Der Ausfluss des Mwerusees heißt Luvua.

## Hydrometrie
Die Abflussmenge des Luapula wurde am Pegel Kashiba, knapp 150 km vor der Mündung, zwischen 1963 und 1992 in m³/s gemessen.